# Abryna rubeta
Abryna rubeta là một loài bọ cánh cứng trong họ Cerambycidae.